# Patte de lapin

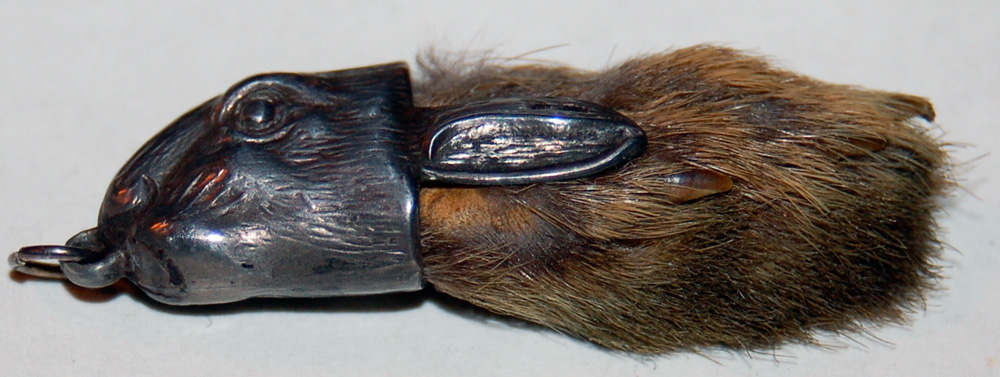
Une patte de lapin montée en amulette (époque victorienne).

La patte de lapin ou de lièvre, partie non consommée qui sèche et se conserve facilement, a été employée comme instrument (brosse ou houpette) ou comme talisman par diverses cultures. Excellents reproducteurs, crépusculaires ou nocturnes et, dans le cas du lapin, lié au monde souterrain, lapin et lièvre sont, dans plusieurs cultures, liés à la fertilité (lapin de Pâques) ou à la sorcellerie.
Dans les traditions professionnelles et magiques, les pattes arrière sont parfois préférées pour leur plus grande taille (brosse), ou leur force supérieure à celle des pattes avant (magie). Néanmoins, ce n’est pas le cas des pattes de lapin vendues comme porte-bonheur ou accessoire, qui sont choisies pour leur aspect esthétique et parfois teintes.
Depuis les années 1980, il existe des imitations en fourrure synthétique et os de latex.

## Ustensile
La patte de lièvre était utilisée autrefois par les batteurs d'or pour ramasser les petites parcelles éparses après le travail, et par les scribes pour ôter le sandaraque (résine naturelle) qui protégeait le papier des bavures d’encre durant l’écriture.
On l'utilisait aussi dans le travail de miroiterie pour étendre la feuille d'étain et l'enduire de mercure avant placement de la feuille de verre.
La patte arrière de lièvre arctique est employée comme brosse par les Inuits du Canada. En Europe, des dames l’utilisèrent comme houpette à poudre.
La patte de lièvre peut aussi désigner une partie d’aiguillage, en référence à sa forme particulière[réf. nécessaire].

## Talisman
Le lapin ou le lièvre ne sont pas les seuls animaux dont on cherche à s’approprier les vertus en même temps que leurs pattes. En France, les pattes d’ours et de blaireau européen (Pyrénées), ou de taupe (Flandre), ont également eu valeur de porte-bonheur. En cas de problèmes dentaires, on conseillait de mettre une patte de taupe au cou des jeunes enfants et, pour les adultes, une patte de lapin sur le bras gauche,,.
Certains[Qui ?] estiment que pour être un vrai talisman, la patte doit provenir d’un lapin ou d’un lièvre tué ou capturé dans des conditions spéciales : un vendredi (de préférence un Vendredi saint ou un vendredi 13), de nuit, par une personne atteinte de strabisme, à l'aide d'une balle d’argent comme un loup-garou[réf. nécessaire].
L’ironie de la superstition concernant la patte de lapin est parfois mise en exergue : « La patte de lapin, ça porte bonheur, mais pas au lapin. »  a dit Louis Aragon dans La Diane Française (citation non confirmée); dans les années 1950 aux États-Unis, une publicité de sécurité routière rappelait cette vérité aux conducteurs supposés porter ce type de talisman sur eux ou dans la voiture.

### Croyances afro-américaines

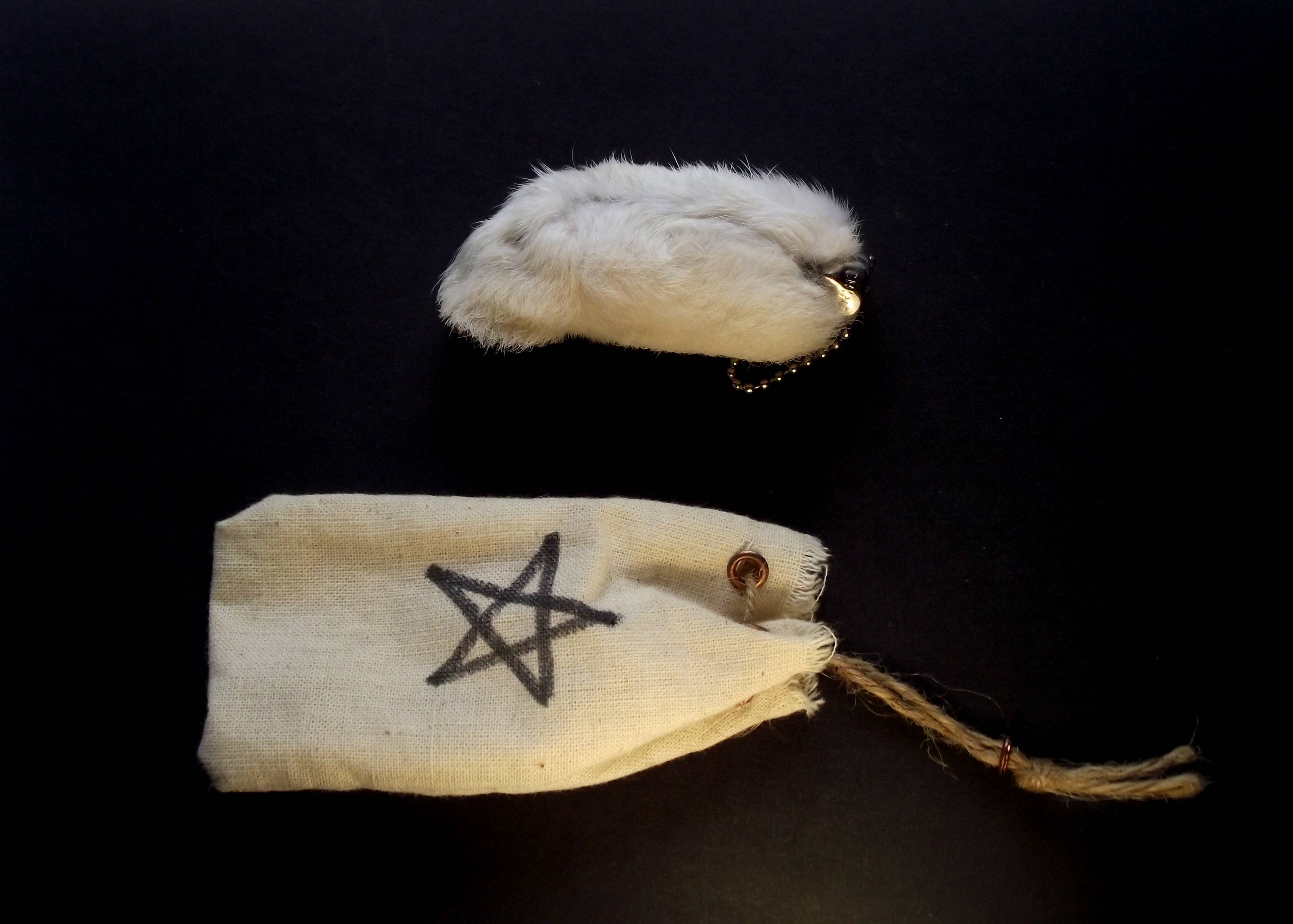
Patte de lapin comme accessoire de sorcellerie

Aux États-Unis, la patte de lapin fut d’abord liée à la culture des Noirs du sud, où elle aurait été utilisée dans le hoodoo, tradition locale inspirée du vaudou. Elle semble y avoir la même valeur qu’on prête aux ossements humains dans cette croyance ; certains prétendent que le lapin doit être capturé ou tué dans un cimetière.
La percée du blues dans les années 1920 a popularisé le hoodoo et la patte de lapin, et les éleveurs en ont profité pour écouler massivement sous forme de porte-clés / porte-bonheur les résidus d’abattage. Une chanson de Blind Lemon Jefferson s'intitule Rabbit Foot Blues.
Le lapin est aussi un personnage de la littérature orale (puis écrite) du sud noir, appelé Br'er (brother) Rabbit en anglais et Compair (compère) Lapin en créole français ; il s’agit probablement d’un avatar du lièvre astucieux des contes d’Afrique de l’Ouest (où il est équivalent au Renard rusé et facétieux des contes pour enfants occidentaux).

## Toponyme
L’île Patte de Lièvre se situe dans l’estuaire maritime du Saint-Laurent

## Autres acceptions
- La variété de laîche Carex ovalis est parfois appelée laîche patte de lièvre, mais elle est plus connue sous le nom "laîche des lièvres".
- Rabbit’s foot (patte de lapin en anglais) est le nom de code d’une substance dangereuse dans le film Mission impossible 3